# El diluvio (trilogía polaca)
El diluvio (en polaco: Potop) es una novela del escritor Henryk Sienkiewicz publicada en 1886. 
La novela relata las andanzas del joven noble lituano Andrés Kmita quien está enamorado de la bella Olenka. La rudeza del joven, las malas compañías y su lealtad hacia quien no debía le llevan a distanciarse de su amor pero finalmente logra redimirse forjándose una nueva identidad. La acción transcurre durante el periodo histórico conocido en Polonia como El Diluvio (1655-1660) y que a punto estuvo de terminar con la existencia de la República de las Dos Naciones. El diluvio es la segunda parte de la conocida como Trilogía Polaca de Henryk Sienkiewicz. Esta obra está precedida por “A sangre y fuego“ que narra la  Rebelión de Jmelnytsky (1648-1649) y precede a  “Un héroe polaco” que transcurre la Guerra polaco-turca (1672-1676). Gracias a su popularidad, la novela ha sido objeto de adaptaciones al cine.

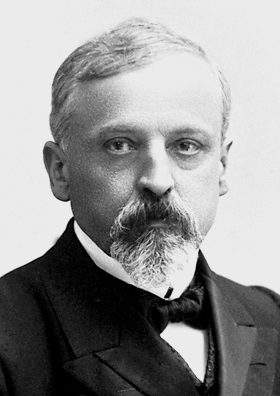
Henryk Sienkiewicz autor de “El Diluvio”

## Argumento
La historia comienza con la muerte de Heráclito Billevich en 1654. Este noble lituano había dejado escrito en su testamento que su nieta Alejandra era su heredera universal pero que hasta su boda debía permanecer bajo la tutela de la nobleza de la región. Según una antigua costumbre había dejado atado su matrimonio con Andrés Kmita, portaespada de Orsha, con cuyo padre Heráclito tenía una gran amistad. Las únicas cláusulas que existían en el testamento eran las relativas a que Alejandra prefiriese ingresar en convento o que Andrés manchase su reputación con malas acciones. En enero de 1655 llegó el joven Andrés hasta Imud para conocer a su prometida. Desde el primer momento ambos jóvenes se enamoran, sin embargo Andrés está acompañado por toda una corte de libertinos, vagabundos y bandidos y se deja llevar por su rudeza y salvajismo destrozando los retratos de los Billevich que había en el castillo de Lyubich, persiguiendo a muchachas y teniendo varios roces con las gentes de los pueblos cercanos. Olenka (diminutivo de Alejandra) le reprende varias veces y finalmente Kmita decide enviar a sus camaradas lejos tras remunerarlos adecuadamente pero cuando llega al castillo de Lyubich se encuentra que habían sido asesinados por los habitantes de Volmontoviki tras lo que Andrés reúne a los supervivientes e incendia el pueblo. Olenka enfadada por su actitud le insta a que se marche y no vuelva nunca más pero el joven no se da por rendido y  decide raptar a su amada. Hacía él se dirigen los habitantes de los pueblos cercanos, con Miguel Volodiovski a la cabeza, se dirigieron contra él a Lyubich. Se produjo un asalto que fue repelido y entonces el valiente Miguel Volodiovski le reta a un duelo con sable, que Andrés, ante la falta de alternativas acepta. Los dos duelistas lucharon en el centro de un círculo formado por los ciudadanos y Miguel demostró que era un maestro con el sable arrebatándole el arma varias veces antes de herirle y que perdiera el conocimiento. Los nobles de Lauda querían la cabeza de Kmita pero Miguel se negó y alegó que había sido él quien lo venciese.

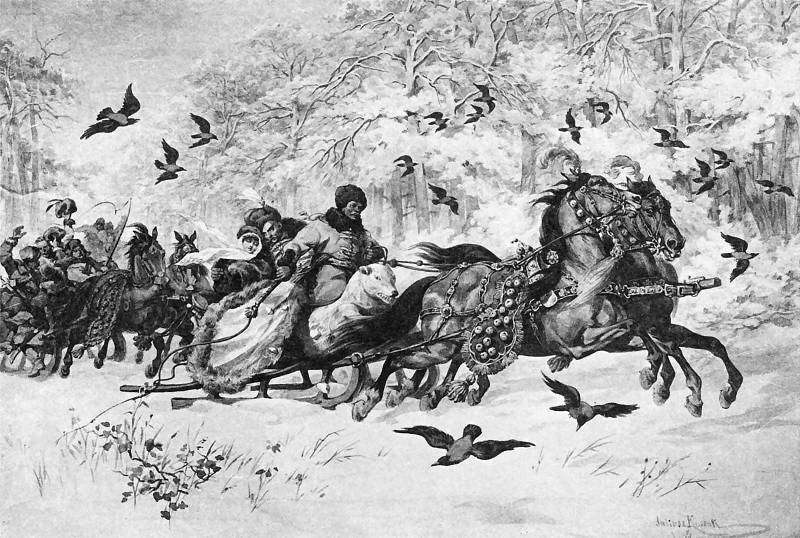
Andrés Kmita y Alejandra Billevich en un paseo por la nieve. Obra de Juliusz Kossak

Mientras Andrés se recuperaba de sus heridas, una amenaza surgió para Polonia ya que los ejércitos suecos de Carlos X de Suecia comenzaron su conquista con Wittemberg a la cabeza. Lo peor para el país es que muchos polacos decidieron unirse al rey sueco.
Cuando Andrés se curó de sus heridas tuvo que reincorporarse al ejército bajo las órdenes del vaivoda Janusz Radziwiłł, capitán general de Lituania, quien le recuerda que debe serle leal. En una reunión en su palacio con los coroneles de los regimientos entre los que se encontraban Miguel Volodiovski, Juan Zagloba y Juan Kretuski, brinda en nombre del rey Carlos Gustavo y pide que confíen en su causa, sin embargo los coroneles lo consideran traición y lanzan sus bastones de mando en señal de renuncia por lo que Kmita tiene que detenerlos. Olenka, que se encuentra presente lo maldice llamándole traidor.
Andrés pide explicaciones a Janusz quien le calma diciendo que todo sigue a un plan para utilizar a los suecos expulsar a cosacos y rusos y que por fin la paz llegue a la República para después expulsarlos y crear una Polonia más fuerte. Andrés convencido se rinde ante sus argumentos pero logra que perdone la vida a los coroneles y sean puestos en libertad tras lo que Janusz le manda junto a su sobrino Bogislao Radziwiłł con varias cartas importantes. El joven Bogislao era una persona vanidosa que gastaba mucho tiempo en su apariencia para lo que utilizaba afeites que le hacían parecer más joven de lo que era. Cuando se presentó ante él Kmita se atrevió a preguntarle si su tío actuaba por el bienestar de la República o si perseguía otros fines y Bogislao le confirma que su familia no debe estar por detrás de otros príncipes polacos y que lo que están haciendo es un último servicio a la República quedándose con Lituania.  Kmita comprende entonces que ha cometido traición y decide, con ayuda de unos fieles, apoderarse de Bogislao para presentarse con él en la corte polaca de Juan Casimiro, de esta forma podría limpiarse su traición. Con un ardid lo toman prisionero pero en un descuido se escapa, hiriendo de gravedad a Andrés. El joven lituano sobrevivirá gracia a la ayuda de su sargento Sokora quien lo esconde en un bosque y lo lleva a casa del viejo Kyemlich y sus dos hijos, Cosme y Damián, donde se curará de las heridas.

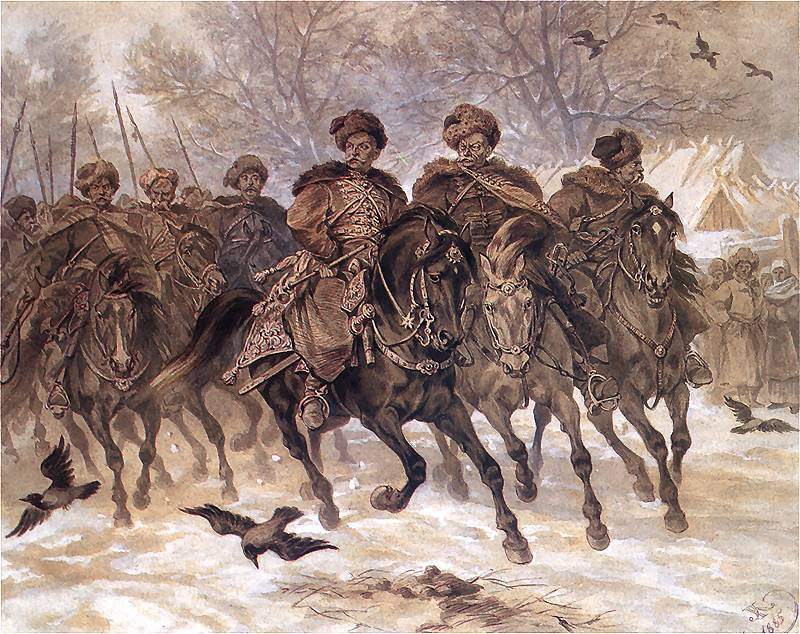
Las tropas de Andrés Kmita. Obra de Juliusz Kossak

Tras curarse de las heridas, Andrés es consciente de lo difícil de su situación. La gente le considera un traidor y no tiene nada que entregar para ser perdonado. Además sabe que ha perdido a Olenka por su mala cabeza, por ello decide vengarse de los traidores y luchar contra la invasión. Pero debe hacerlo cambiando su nombre por el de Babinich que era una aldea contigua a Orsha que le pertenecía. Para defender a su patria, Andrés se dirige hacía Jasna Gora, donde tendría lugar un largo asedio por el ejército sueco. La fortaleza corre un gran peligro ya que se ha desplazado un gran cañón que se cree podrá derribar las murallas en poco tiempo. Ante el peligro, Andrés se ofrece voluntario para destruir el cañón y una noche reptó hasta las trincheras suecas, avanzó por el foso y logró colocar un cartucho de pólvora en la boca del cañón, encendió la mecha y hecho a correr pero tropezó y cayó al suelo poco antes de que el cañón explotara. Kmita yacía sin conocimiento en el foso y por el día fue encontrado por los suecos. El joven fue reconocido por un lituano que luchaba junto a los suecos, quien hizo desistir al general de ahorcarlo, como era su deseo, ya que de esa forma los regimientos lituanos que luchaban a sus órdenes se retirarían. Por ello deciden entregárselo al oficial lituano quien procede a torturarlo pero es rescatado por Kyemlich y sus hijos, que se habían infiltrado en el ejército sueco.
Tras la salvación de Jasna Gora, Kmita es mandado como emisario a la corte de Juan Casimiro donde al conocerse sus hazañas se le conceden honores pero al mismo tiempo descubre que Bogislao está difundiendo rumores sobre atrocidades cometidas por Andrés contra la República. Andrés Kmita sigue luchando contra los traidores junto al rey aunque todo el mundo desconoce su verdadero nombre y participa en la batalla de Varsovia.
Mientras esto sucede Olenka es tomada prisionera por Bogislao quien pretende vengarse de Andrés contando mentiras sobre él. Un día llega al palacio de Taurogi, otra prisionera, Anusia Borzobogati, quien estaba enamorada de Miguel Volodiovski. Ella le cuenta a Olenka de la existencia de Babinich y de sus hazañas en Jasna Gora. La guerra continuó y por fin Andrés Kmita y Bogislao se encontraron en el campo de batalla. La victoria es para el joven lituano que coge prisionero al noble pero, cuando tiene la espada en la garganta le aseguró que había dado órdenes de matar a Olenka si el caía en combate. Andrés le perdona la vida pero a cambio pide una carta y un salvoconducto para llegar hasta Alejandra. Sin embargo, Olenka no se encontraba ya en Taurogi sino que con Anusia había huido y marcharon hacía Byalovyej pero sus carceleros salieron en su persecución. La noticia de la fuga de las damas hizo que campesinos se unieran a ellos para protegerlas pero cuando aparecieron los hombres de Bogislao se vio que no podrían resistir y se decidieron a morir con honor pero en aquel momento apareció la caballería polaca gritando el nombre de Babinich e hicieron huir a los enemigos a los que persiguió sin saber lo cerca que había estado de su amada Olenka.
Comenzó a circular el rumor de que Babinich no era otro que Kmita pero Alejandra no lo creía y las obligaciones militares entretuvieron a Andrés lejos de la región durante mucho tiempo. Un día paseando Olenka junto a su tío vieron un carro y preguntaron a quién transportaba. Un jinete se volvió y dijo que a Kmita quien había sido herido de bala en la batalla de Magyerovo. Olenka se puso pálida y pudo ver su cuerpo inerte en el carro. La dama preguntó por su salud y el jinete le indicó que no tardaría en morir. Ella sintió crecer su ansiedad pero aún estaba envenenada por las mentiras de Bogislao por lo que solo le envió un sacerdote. Finalmente Andrés sobrevivió y se dirigió hacia la iglesia del brazo de Soroka. Absorto en sus plegarias no vio a Olenka entrar en la iglesia pero cuando la vio sintió una gran alegría. Unos gritos sonaban afuera de la iglesia y eran los soldados del pueblo que volvían de la guerra. Entraron todos a misa y tras la plegaria el sacerdote leyó una carta del rey en la que exculpaba a Kmita de todas sus acusaciones y le loaba por sus grandes méritos y servicios prestados bajo el nombre de Babinich. La pareja por fin se reconcilia y deciden casarse viviendo felices.

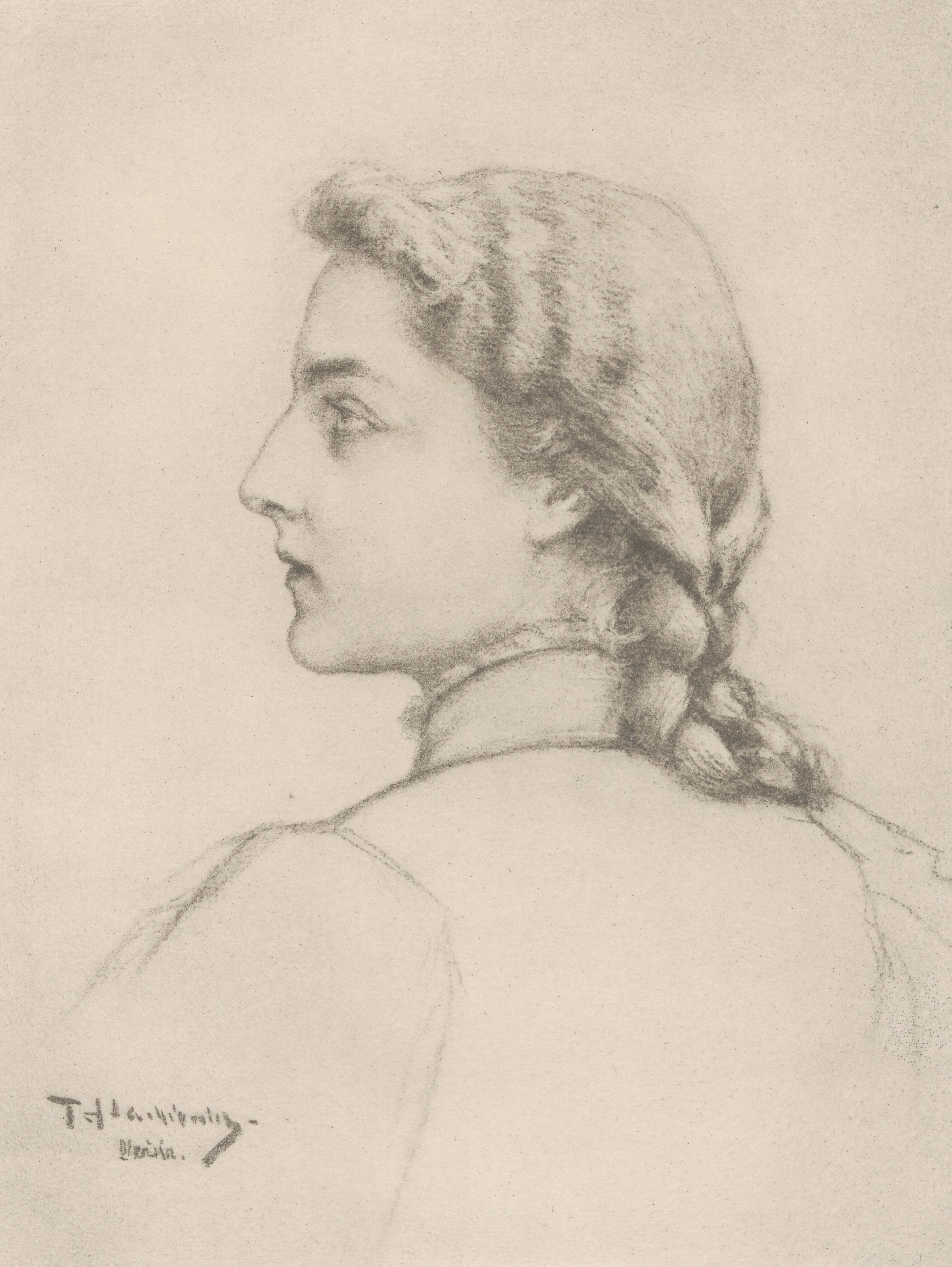
Olenka Billevich. Obra de Piotr Stachiewicz

## Personajes

### Personajes ficticios
- Andrés Kmita: portaespada de Orsha, joven lituano cuya rudeza oscurece su sagacidad y bravura, malvive rodeado de libertinos y vagabundos y queda estigmatizado fuera de la ley pero su amor por Alejandra le hace cambiar de identidad y servir a la patria.
- Alejandra Billevich: noble lituana, rica heredera que debe elegir entre ser monja o casarse con Andrés Kmita. De fuertes convicciones religiosas no acepta la falta de moralidad.
- Juan Zagobla: noble polaco, viejo, corpulento y jovial. Ejemplo del noble sármata mezcla el polaco con el latín y se caracteriza por su tendencia a la exageración y a la comicidad.
- Anusia Borzobogati: joven noble polaca muy coqueta y que se enamora con facilidad.
- Miguel Volodiovski: noble polaco, oficial de dragones. De baja estatura, Miguel es un ejemplo de fidelidad y amistad. A su facilidad para enamorarse acompaña una endiablada habilidad con el sable.

### Personajes reales
- Janusz Radziwiłł: capitán general de Lituania y uno de los magnates más poderosos de la República de las Dos Naciones. Avaricioso e intrigante, pretende apoderarse de Lituania para él.
- Bogislao Radziwiłł: sobrino del anterior y miembro de la poderosa familia de los Radziwiłł. Está constantemente preocupado por su apariencia física. Siente un gran odio hacia Andrés Kmita.
- Juan II Casimiro Vasa: rey de la República de las Dos Naciones.
- Carlos X Gustavo de Suecia: rey de la Suecia, se considera a sí mismo como el nuevo Alejandro Magno.
- Esteban Czarniecki: noble y general de la República de las Dos Naciones que combate contra los suecos con gran destreza.

## Adaptaciones cinematográficas
En 1974 el director polaco Jerzy Hoffman estreno la película El Diluvio, versión de la novela, que fue nominada para el Óscar a la mejor película de habla no inglesa.

## Traducción al español
- Henryk Sienkiewicz, El diluvio, Ciudadela, 2007, 438 págs, ISBN 978-84-96836-13-6.